# Ronald Gërçaliu
Ronald Gërçaliu (Tirana, 12 februari 1986) is een Oostenrijkse voetballer (verdediger) van Albanese afkomst die sinds 2010 voor de Duitse tweedeklasser FC Ingolstadt 04 uitkomt.
Gercaliu speelde sinds 2005 veertien wedstrijden voor de Oostenrijkse nationale ploeg.

## Erelijst
Red Bull Salzburg
- Landskampioen

2009